# Land van Kessel

Land van Kessel

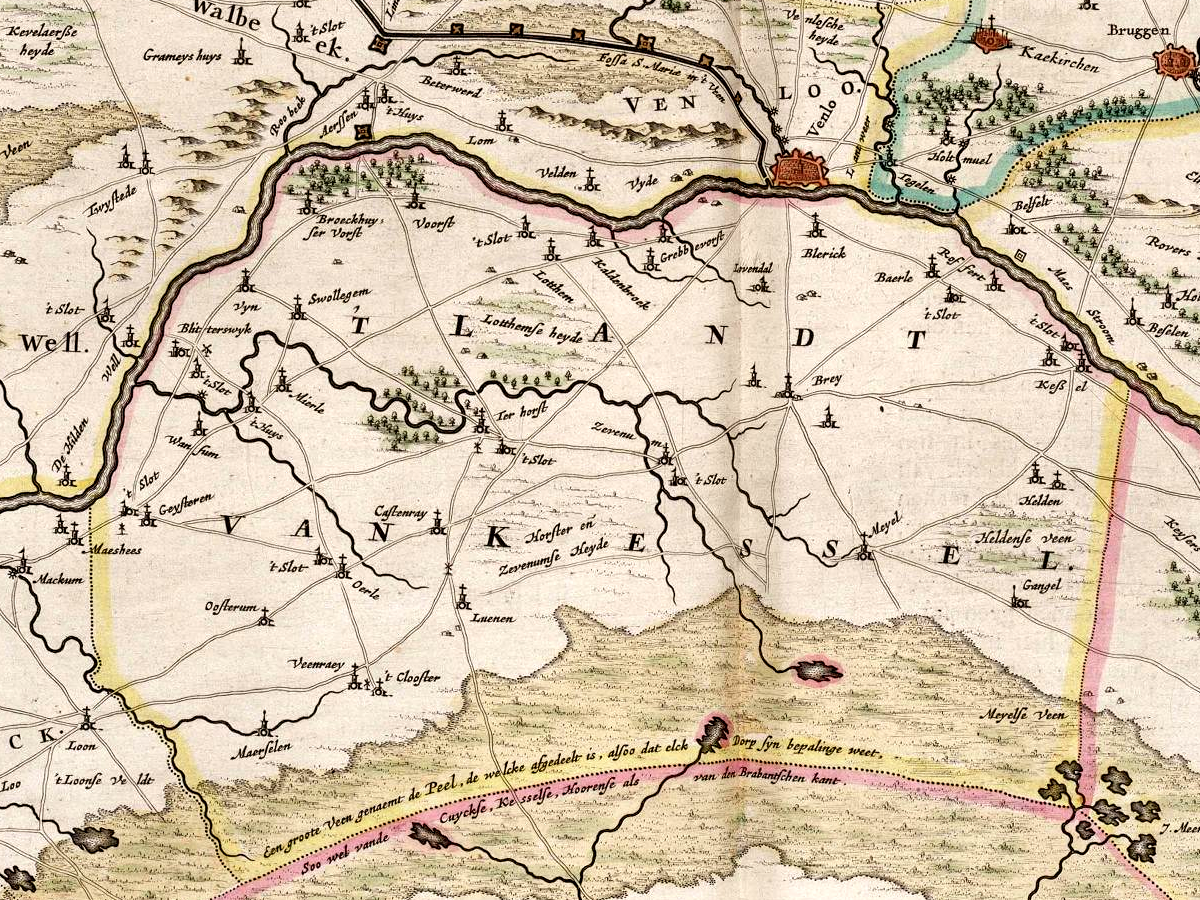
Het Land van Kessel, tussen de Peel en de Maas op een kaart uit 1664. (Noorden is links)

Het voormalige Land van Kessel komt ongeveer overeen met het ten westen van de Maas liggende deel van het huidige Noord-Limburg. Het omvatte in de 17e eeuw twintig dorpen die gezamenlijk hun belasting afdroegen aan het landsbestuur in Roermond (van noord naar zuid; schrijfwijze 21e eeuw): Geijsteren, Wanssum, Oostrum, Venray, Oirlo, Meerlo, Blitterswijck, Ooijen, Broekhuizenvorst, Swolgen, Tienray, Horst, Lottum, Grubbenvorst, Sevenum, Blerick, Maasbree, Baarlo, Helden en Kessel.

## Geschiedenis

### Graafschap Kessel
In de 13e eeuw was het latere Land van Kessel bestuurlijk gezien nog een lappendeken. Het merendeel van de dorpen behoorde tot 1279 tot het graafschap Kessel, maar Venray en Geijsteren hoorden bij het graafschap Gelre (Venray in ieder geval vanaf 1220 en Geijsteren vanaf 1236) en langs de Maas lagen hier en daar bezittingen van de heren van Cuijk (waaronder Ooijen), de heren van Millen (Grubbenvorst) en de heren van Broeckhuysen (onder andere Broekhuizen).
De graven van Kessel zetelden in het kasteel van Kessel aan de Maas, het latere kasteel Keverberg. Zij worden vermeld in het oudst bewaarde archiefstuk van Nederland: een akte gedateerd 7 oktober 950, waarin koning Otto I (de latere keizer Otto I de Grote) aan zijn leenman Ansfried het markt- en muntrecht van Cassalum schenkt. Graaf Ansfried mocht er ook tol gaan heffen. Later werd hij heilig verklaard. Zijn bastaardzoon Balderik volgde hem op als graaf van Kessel.
Graaf Hendrik V van Kessel, de laatste graaf die in Kessel woonde, verkocht zijn bezittingen in het latere Land van Kessel in 1279 aan graaf Reinald I van Gelre. De residentie van de graaf werd verplaatst naar Brüggen in het huidige Duitsland. Na het uitsterven van de dynastie kwamen alle gebiedsdelen van het graafschap Kessel aan de oostkant van de Maas, Steyl, Tegelen, Grevenbroich, Boisheim, Gladbach en Brüggen, door erfenis en aankoop tussen 1304 en 1307 aan de graven van Gulik.

### Graafschap en hertogdom Gelre
De graven, sinds 1339 hertogen van Gelre, verwierven in de loop van de 14e en begin 15e eeuw de resterende heerlijkheden in het Land van Kessel. In 1311 droeg de heer van Millen de heerlijkheid Grubbenvorst op in leen aan graaf Reinald I van Gelre. Omstreeks 1400 verkocht de heer van Cuijk zijn laatste bezittingen in het land van Kessel (onder andere in Maasbree en Ooijen) aan de hertog van Gelre. In 1402 droeg Willem van Broeckhuysen de heerlijkheid Broekhuizen in leen op aan hertog Reinoud IV van Gulik, die tevens hertog van Gelre was, en in 1434 werd het allodiale kasteel van Broekhuizen door de familie van Broeckhuysen aan hertog Arnold van Egmond, hertog van Gelre, opgedragen.
Gelre was opgedeeld in vier sectoren, die vanaf 1359 "kwartieren" werden genoemd. De Gelderse bezittingen in het land van Kessel behoorden tot het Overkwartier of Opper-Gelre. Men sprak ook wel van "Kwartier van Roermond". Dit kwartier was op zijn beurt, in ieder geval vanaf 1352, bestuurlijk in een aantal ambten onderverdeeld. In het ambt van Kessel waren de landsheerlijkheden van het Land van Kessel verenigd, dat wil zeggen de heerlijkheden waar de hertog van Gelre zelf heer was (onder andere in Venray, Wanssum, Broekhuizenvorst, Swolgen, Sevenum, Blerick, Helden, Baarlo en Kessel). In deze landsheerlijkheden werd de hertog vertegenwoordigd door de ambtman van Kessel, ook wel drost of drossaard genoemd. In de andere heerlijkheden (Geijsteren, Oostrum-Spralant, Oirlo, Meerlo, Blitterswijck, Oijen, Broekhuizen, Lottum, Horst en Grubbenvorst) nam een leenman van de hertog het bestuur waar. Deze heerlijkheden lagen wel in het Land van Kessel, maar behoorden niet tot het ambt van Kessel.
Vanaf ongeveer 1400 tot 1639 woonde de ambtman van Kessel meestal in het kasteel van Horst.
Reinoud IV van Gulik draagt in 1402 zijn land Kessel op aan koning Karel VI van Frankrijk, terwijl hij voor het kasteel van Horst hertog Lodewijk I van Orléans, broer van de Franse koning, tot leenheer maakt. Van 1402 tot 1423 is het land van Kessel als het ware een apart land en heerlijkheid.

### Habsburgse Nederlanden
Bij het Traktaat van Venlo in 1543 kwam heel Gelre aan keizer Karel V van Habsburg en in 1555 aan zijn zoon koning Filips II van Spanje, zodat het Land van Kessel deel uit ging maken van de Habsburgse Nederlanden.
Toen de drie noordelijke kwartieren van Gelre zich in 1579 bij de Unie van Utrecht aansloten en in 1581 de Akte van Verlatinghe ondertekenden, deed het Overkwartier niet mee. Ambtman Johann II van Wittenhorst wilde wel, maar dat mocht niet baten. Omstreeks 1580 was in het kasteel van Horst een garnizoen Spaanse soldaten gelegerd. Zijn zoon Walraven van Wittenhorst, die hem in 1585 als ambtman opvolgde, bleef trouw aan de koning van Spanje.
Aan het eind van de Tachtigjarige Oorlog werd het voormalige hertogdom Gelre bij de Vrede van Münster in 1648 definitief gesplitst. Opper-Gelre (met het Land van Kessel) bleef deel uitmaken van de katholieke Spaanse of Zuidelijke Nederlanden onder de Spaanse Habsburgers. De drie noordelijke kwartieren van Gelre kwamen als Gelderland bij de Republiek der Zeven Verenigde Nederlanden.
De 12-jarige koning Karel II van Spanje bood ten tijde van het regentschap van zijn moeder Maria Anna van Oostenrijk in 1673 al zijn heerlijke rechten in Opper-Gelre te koop aan. Dit betrof de volgende landsheerlijkheden in het Land van Kessel (schrijfwijze 21e eeuw; tussen haakjes de opbrengst in gulden):
- Venray (30200)
- Sevenum (8900)
- Helden (9200)
- Kessel (8500)
- Blerick (6500)
- Swolgen (3025)
- Broekhuizenvorst (2925)
- Baarlo (5600)
- Wanssum (4600)
- Maasbree (4100)

### Pruisen
Na de Spaanse Successieoorlog werd Opper-Gelre bij de Vrede van Utrecht in 1713 en het Barrièretraktaat in 1715 verdeeld onder de overwinnaars. Het Land van Kessel kwam in 1713 aan Pruisen totdat het bij de Vrede van Bazel in 1795 samen met alle andere Pruisische gebieden ten westen van de Rijn aan Frankrijk kwam, en werd ingedeeld bij het Roerdepartement als kanton Horst.
Pruisisch Opper-Gelre werd bestuurd vanuit Geldern.
Na de verdrijving van de Fransen in januari 1814 nam Pruisen het bestuur weer over, totdat bij het Congres van Wenen op 12 mei 1815 het gebied aan Nederland werd toegewezen. Het land van Kessel werd toen onderdeel van de nieuw gevormde provincie Limburg.

### Ambtmannen van Kessel
- - 1352 Johan van Broekhuysen Willemszoon. Hij is de eerste met naam genoemde ambtman van Kessel.
- 1352 -         Eduard van Broekhuysen Willemszoon.
- -         Johan II van Broeckhuysen.
- - 1431 Willem van Broeckhuysen
- 1431 - 1450 Johan III van Broeckhuysen, heer van Loe en Geijsteren.
- 1457 - 1484 Dirck van der Horst, heer van Horst.
- 1523 - 1569 Johann I van Wittenhorst (Johan de Oude), heer van Horst.
- 1569 - 1585 Johann II van Wittenhorst (Johan de Jonge), heer van Horst.
- 1585 - 1609 Walraven van Wittenhorst, heer van Horst.
- 1609 - 1639 Johann III van Wittenhorst, heer van Horst.
- 1639 - 1657 Marsilius van Gelder, heer van Arcen; woonde op het kasteel van Arcen. Hij was een afstammeling van Reiner van Gelre, bastaardzoon van Adolf van Egmont, hertog van Gelre.
- 1657 - 1675 Johan Vincent van Schellaert van Obbendorf uit het Huis Schellaert.